# Scarrittia

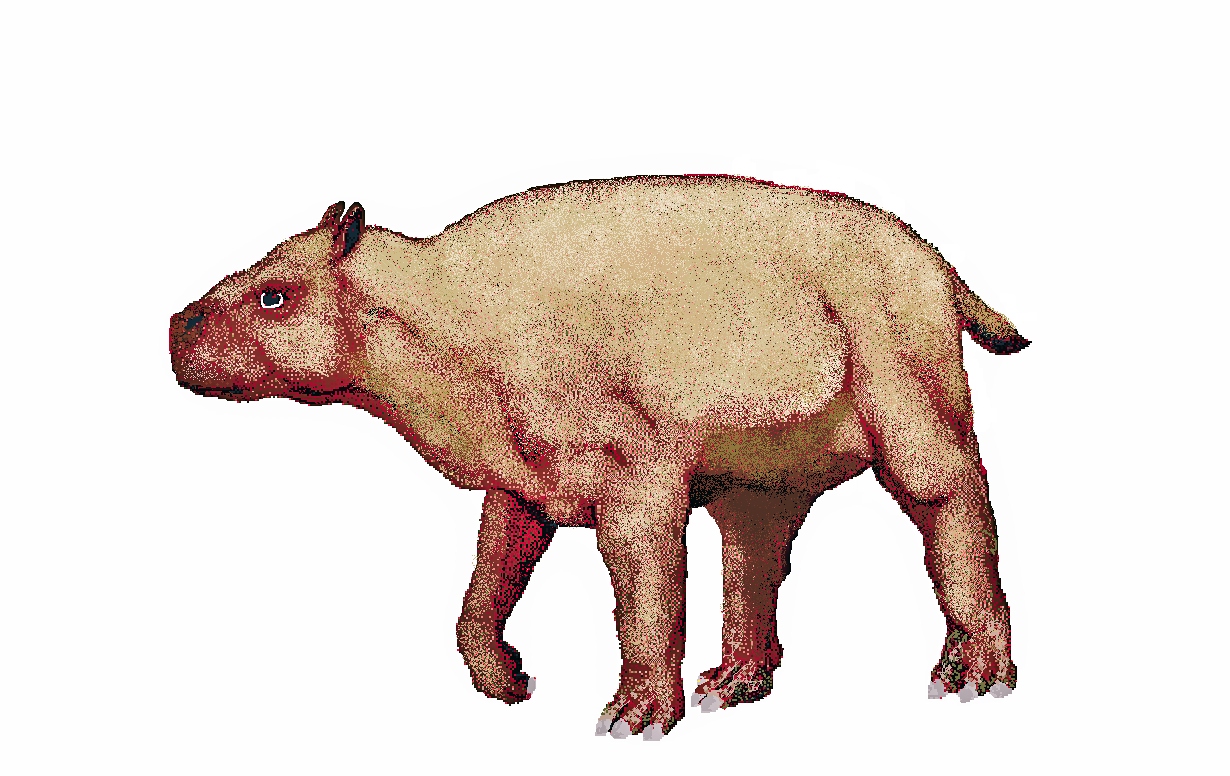
Реконструкція

Scarrittia — вимерлий рід копитних ссавців родини Leontiniidae, що походить з Південної Америки (наразі відомі з Аргентини й Уругваю) епохи пізнього олігоцену.

## Опис
Scarrittia мав довжину тіла близько 2 метрів і нагадував носорога з відносно довгим тілом і шиєю. У нього було по три копитні пальці на кожній нозі та дуже короткий хвіст. Через зрощену гомілкову та малогомілкову кістки Scarrittia не зміг би повернути ноги набік. Короткий череп мав 44 малоспеціалізованих зуба.

## Природнича історія
Це був дуже успішний рід з різними відомими видами, такими як Scarrittia robusta, S. barranquensis і S. canquelensis, які жили близько 30 мільйонів років тому. Вони жили у вологих лісах, біля узбережжя, у заболочених місцях, озерах, болотах тощо, і харчувалися м'якою рослинністю, травами, фруктами та деревами. Деякі види були всеїдними, їли також яйця та дрібних ссавців. Вони не були пристосовані для бігу, хоча їхні великі розміри означали, що у них було мало ворогів